# Nem fogadott hívás (film)
A Nem fogadott hívás (eredeti cím: One Missed Call) 2008-as koprodukciós természetfeletti horrorfilm, amelyet Eric Valette rendezett és Andrew Klavan írt, a Miike Takaszi által rendezett, 2003-as One Missed Call  című film remakeje, amely Akimoto Jaszusi Chakushin Ari című regényén alapul. A főbb szerepekben Shannyn Sossamon, Edward Burns, Ana Claudia Talancón, Ray Wise és Azura Skye látható.
Amerikában 2008. január 4-én mutatták be a mozikban. Magyarország 2008. május 27-én jelent meg. Annak ellenére, hogy bevételi szempontól sikert aratott, a filmet a kritikusok lehúzták, sokan a legrosszabb J-horror remake-nek nevezték. A 2008-as év legrosszabbra értékelt filmje lett, a Rotten Tomatoes-on 0%-os értékelést kapott, és elnyerte a Penészes paradicsom-díjat.

## Cselekmény
Beth Raymond szomszédságában négy ember hívást kap, amelyben értesítik őket haláluk időpontjáról. A hívás a mobiltelefonjukra érkezik, röviddel az utoljára elhunyt személy halálának időpontja után. A hívott felek ezután a megadott időpontban meghalnak. Beth kapcsolatba lép a rendőrséggel. A rendőrök többsége azonban mentálisan zavarodottnak véli a nőt. Egyedül Jack Andrews rendőrnyomozó hisz neki, akinek a nővére volt a második áldozat.
Raymond és Andrews együtt vizsgálják meg az események hátterét. Megtudják, hogy az egész ügy egy idősgondozóval kezdődött, akinek két lánya van. Átkutatják a házát és megtudják, az anya nyilvánvalóan azért bántotta a legkisebb lányát, hogy felhívja magára a figyelmet.
Amikor Beth-t felhívják, kevés idejük marad a rejtély megoldására. Átkutatják a leégett kórházat, ahol az ápolónő állítólag életét vesztette. Amikor Beth átmászik a szellőzőcsatornán, megtalálja az ápolónő holttestét. A holttest életre kel, üldözőbe veszi Beth-t, és végül elkapja. Amikor Beth kimondja a halála előtti utolsó szavakat, a holttest hirtelen "megvédi" Beth-t, és életben hagyja.
Beth és Jack elhagyják a leégett kórházat és egy időre elválnak útjaik. Jack egy kollégájától megtudja, hogy Beth mobiltelefonjára újabb végzetes hívás érkezett, amely este 11-re volt időzítve.
Jack meglátogatja az ápolónő túlélő lányának nevelőszülőjét, aki a tűzvész óta nem beszél. A mackójában lévő dajkakamerán keresztül megtudják, hogy a nagyobbik lány, Ellie okozta testvére sérüléseit. Amikor az anya ezt megtudta, bezárta Ellie-t. Abban a pillanatban azonban asztmás rohamot kapott. Ellie haldokolva használta a mobiltelefonját, ekkor már a szobájában mellette volt a leendő halál összes tényezője (százlábúak, sebhelyes zombibabák, a "halálzenét" játszó plüssmackó).
Amikor Jack befejezte a videó megtekintését, a kisebbik lány bejön a szobába, és megszólal. Elmondja, hogy bár a nővére bántotta őt, mégis mindig adott neki piros cukorkát. A piros cukorka a végső tényező (egy-egy kiesik az áldozat szájából haláluk után), rádöbbentik Jacket, és Beth-hez megy.
Amikor odaér, kopogtatnak az ajtón, Jack kinéz a kukucskálóablakon, és egy szemét átszúró kés megöli. Az ajtó kinyílik, és belép Ellie szelleme. Amikor Ellie épp meg akarja ölni Beth-t, megjelenik mögötte az anyja szelleme, és visszavezeti a mobiltelefonba.

## Szereplők
| Szerep         | Színész              | Magyar hang   |
| -------------- | -------------------- | ------------- |
| Beth Raymond   | Shannyn Sossamon     | Ruttkay Laura |
| Jack Andrews   | Edward Burns         | Anger Zsolt   |
| Taylor Anthony | Ana Claudia Talancón | Csondor Kata  |
| Ted Summers    | Ray Wise             | Rosta Sándor  |
| Leann Cole     | Azura Skye           | Böhm Anita    |
| Brian Sousa    | Johnny Lewis         | Fenyő Iván    |
| Ray Purvis     | Jason Beghe          | Tarján Péter  |
| Mickey Lee     | Margaret Cho         |               |
| Mrs. Ford      | Karen Beyer          | Némedi Mari   |

### Magyar változat
- Főcím: Bozai József
- Magyar szöveg: Miklósi Mariann
- Hangmérnök: Erdélyi Imre
- Vágó: Simkóné Varga Erzsébet
- Gyártásvezető: Kéner Ágnes
- Szinkronrendező: Nikodém Zsigmond

A szinkront a Mafilm Audio Kft. készítette el.

## A film készítése
A Nem fogadott hívást 2005-ben jelentették be, majd 2006 elején a Warner Bros. hivatalosan is zöld utat adott a filmnek, amelynek rendezője Eric Valette lett. A film forgatása júniusban kezdődött a Georgia állambeli Atlantában Edward Burns, Margaret Cho és Shannyn Sossamon szereplésével. Augusztus 3-án Ed Harris és Gabriel Byrne is leszerződött a filmben való szereplésre, de mindketten visszaléptek ismeretlen okokból.
A hangtervezők a Skid Row frontemberének, Sebastian Bachnak a hangját használták a kórházi alagsori jelenetben. A pontos felvétel Bach sikolyából származik a "Midnight Tornado" című dal elején, amely a zenekar 1989-es debütáló albumáról, a Skid Row-ról származik. 

## Bemutató
A filmet 2007. augusztus 24-én tervezték bemutatni, de 2008. január 4-ére halasztották. A projekt televíziós reklámjaiban a Sixx:A.M. "Life is Beautiful" című dalát használták.
A film 2008. április 22-én jelent meg DVD-n, HD DVD-n és Blu-rayen.
2007 decemberében indult el a hivatalos honlap, valamint számos weboldalon a film népszerűsítése céljából versenyeket hirdettek, amelyek fődíja egy Apple iPhone volt.